# サヤヌカグサ
サヤヌカグサ Leersia sayanuka Ohwi, 1938 はイネ科の植物の1つ。イネによく似ているが細長い小穂をつけ、水辺に茎を這わせる。

## 特徴
茎が這うように広がる多年生の草本。全体にざらつきがある。茎は細くて、基部は寝て伸び、先端は立ち上がり、高さは40～70cmに達する。節の部分には下向きの剛毛が密生している。葉身は平らで長さは7～10cm、幅は6～10mmで、縁と表裏の表面は多少ざらつきがある。葉舌は高さ0.5mm程度で目立たない。
花期は8～10月で、茎の先端に出る円錐花序は長さ5～10cm程度で、直立するか先端がやや傾くように出る。花序の横枝は一本ずつ、それぞれ距離を置いてまばらに出ており、その枝の先端側の1/3～1/2の範囲に小穂がまばらについている。小穂は1個の小花のみを含んでおり、長さは5～6.5mm、幅は1.6mmで、左右方向に顕著に扁平になっている。包頴はなく、護頴と内頴のみからなっている。護頴は5本の脈、内頴は3本の脈があり、どちらも主脈に沿って強く2つ折りになっていて、またどちらもその主脈、つまり竜骨に沿って刺状の剛毛が並んでいる。護頴の先端は尖るが芒とはなっていない。側面は緑色で短い毛があるがまばらである。雄しべは3本、葯の長さは2mmで小穂の長さの1/3程度。ただし花序の基部の方の小穂は鞘から抜け出ない場合が多く、その部分の小穂は閉鎖花となり、その葯は長さ1mm強で小穂の長さの1/6程度にしかならない。小穂は熟すると容易に脱落する。
和名は本種の小穂がイネのそれに似ることによると言い、また牧野原著(2017)では本種の小穂の護頴がイネの籾殻に似ているから、としている。大橋他編(2016)では鞘糠草の意で、イネに似ているが、実がならずしいなばかりだから、との説が示されている。

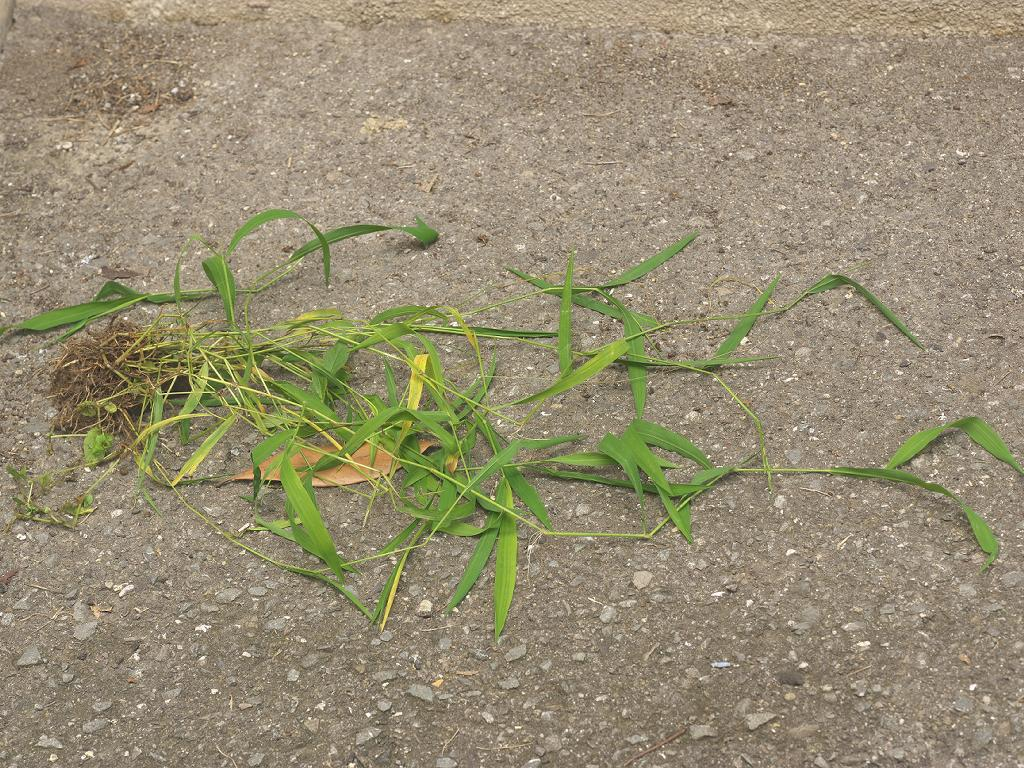
全体の様子
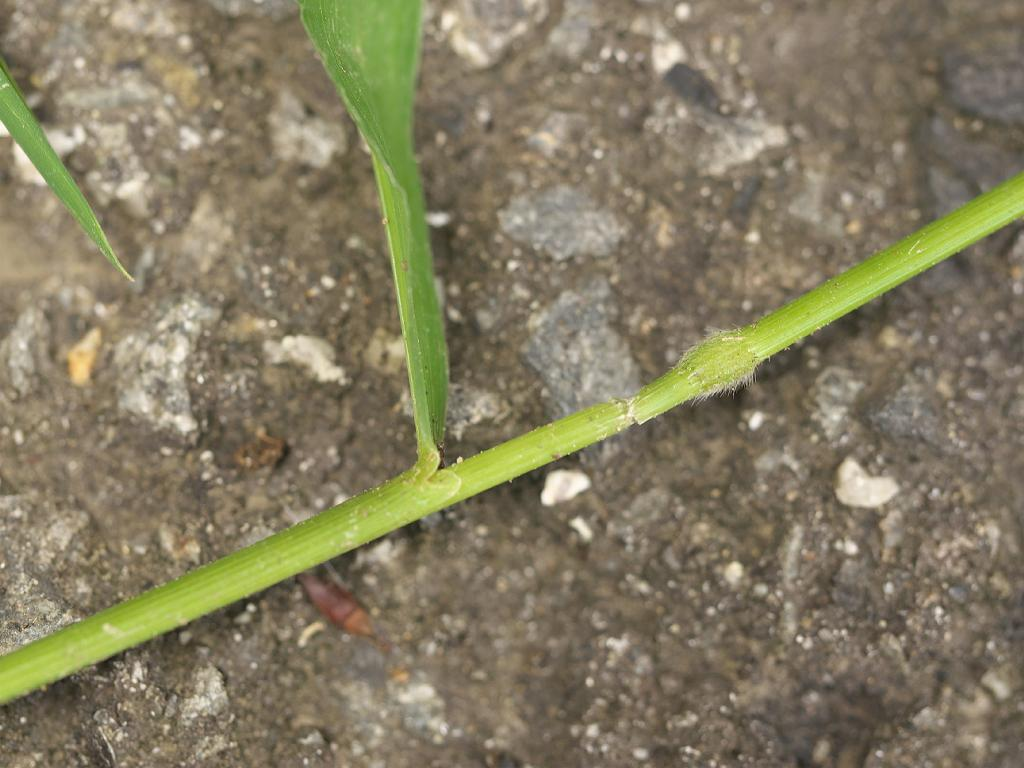
茎や節の様子
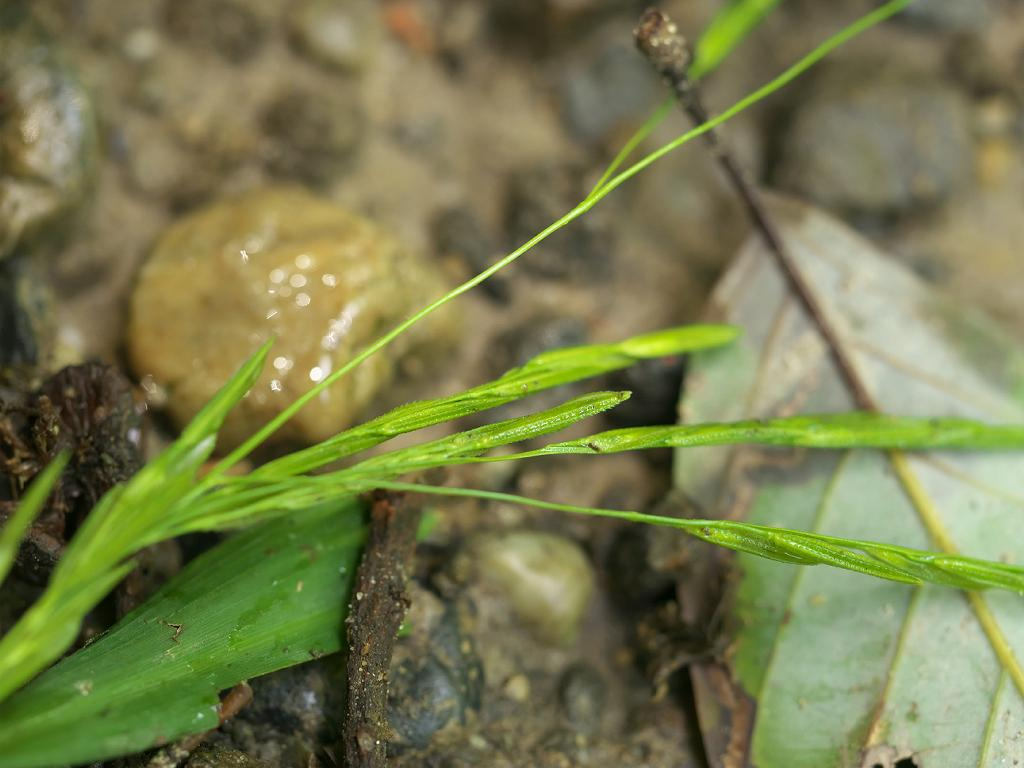
花序の拡大像

## 分布と生育環境
日本では北海道の西南部から九州にかけて分布し、国外では朝鮮半島と中国から知られる。
水湿地に生える。湖沼やため池、河川、水路、水田などに見られ、湿った地上に生えるが水際では抽水性(水底に根を張って水面上に茎葉を伸ばす)の形でも見られる。後述のように同属で類似のものにアシカキがあり、この種は水面に茎を這い伸ばして水面上に群落を作ることがあるが、本種ではそこまで水面に茎を伸ばすことはない。なお水田雑草としてもよく知られ、防除の対象となったものでもある。

## 分類、類似種など
サヤヌカグサ属は世界の熱帯から温帯にかけて18種があり、日本には4種が知られる。それらは何れも水湿地に生える多年生の草本で、細い茎で横に這い、茎や葉にざらつきがあり、円錐花序にイネによく似た小穂をつける、よく似た植物である。ただしこの内のアシカキ L. japonica とタイワンアシカキ L. hexandra は何れも花序の側枝が真っ直ぐに斜めに立っており、また小穂が側枝の根元近くにまでつくことで区別できる。
もう1種、エゾノサヤヌカグサ L. oryzoides は本種に更に似たものであるが、植物体が青緑を帯びており、その葉は長さが15～25cmと本種よりかなり大きいことで区別できる。より詳しくは本種では小穂が長さに比して幅がより狭いこと、頴の竜骨上の刺状の剛毛がより短く、側面の毛が疎らであることなどでも区別できる。葉も柔らかくて色味も違い、『慣れると花がなくてもほぼ見分けられる』と言うが、この2種の雑種が存在する可能性にも言及している。

## 保護の状況
環境省のレッドデータブックでは指定がないが、県別では愛媛県で絶滅危惧II類、佐賀県と鹿児島県で準絶滅危惧の指定がある。